# Daniel Clowes
Daniel Clowes   (Chicago, 14 d'abril de 1961) nom artístic de Daniel Gillespie Clowes és un dibuixant, novel·lista gràfic, il·lustrador i guionista estatunidenc. Adscrit per la crítica especialitzada en els moviments undergrouds de la vinyeta als Estats Units. La major part del treball de Clowes va aparèixer per primera vegada a Eightball, una sèrie de còmics antològics en solitari. Un número d'Eightball normalment contenia diverses peces curtes i un capítol d'una narrativa més llarga que posteriorment es recopilava i es publicava com a novel·la gràfica, com ara Like a Velvet Glove Cast in Iron (1993), Ghost World (1997), David Boring (2000) i Patience (2016). Les il·lustracions de Clowes han aparegut a The New Yorker, Newsweek, Vogue, The Village Voice i altres publicacions. Amb el cineasta Terry Zwigoff, Clowes va adaptar Ghost World a una pel·lícula del 2001 i una altra història d'Eightball a la pel·lícula del 2006, Art School Confidential. Els còmics, les novel·les gràfiques i les pel·lícules de Clowes han rebut nombrosos premis, com ara un premi Pen per la seva obra destacada en literatura gràfica, més d'una dotzena de premis Harvey i Eisner, i una nominació a l'Oscar.

## Biografia
Clowes va néixer a Chicago, Illinois, de mare mecànica d'automòbils i pare artesà de mobles. La seva mare era jueva, mentre que el seu pare provenia d'una família "reservada de Pennsilvània amb un aire WASP "; l'educació de Clowes no va ser religiosa. El 1979, va acabar l'institut a les Escoles de Laboratori de la Universitat de Chicago i va estudiar al Pratt Institute de Brooklyn, Nova York, on es va llicenciar en Belles Arts el 1984. Va ser a Pratt on va conèixer i fer amistat amb el seu company dibuixant Rick Altergott, amb qui va fundar l'editorial de còmics Look Mom Comics.
Segons l'estudiós de Clowes Ken Parille, el dibuixant va tenir una resposta primerenca als còmics "gràfics" quan, als quatre anys, va esclatar a plorar i va començar a colpejar-se el cap contra la paret després de veure una portada d'un còmic de Strange Adventures que representava una família morint-se de calor. Més tard, va rebre "piles de títols clàssics dels anys 50 i 60 com Archie i Els Quatre Fantàstics" del seu germà gran, qui també el va introduir a l'obra del llegendari dibuixant R. Crumb.
En acabar els seus estudis va intentar infructuosament aconseguir treball com a il·lustrador a Nova York, Entre 1985 i 1989 va realitzar tant textos com dibuixos per a la revista Cracked, on va desenvolupar sobretot una secció titulada "The Uggly Family" i va contribuir a la revista fins al 1989,. El 1985 va debutar en el còmic publicant en Love & Rockets, la revista dels "Hernandez Bros." (Gilbert i Jaime Hernandez, una historieta protagonitzada pel personatge Lloyd Llewellyn. Posteriorment es va publicar una sèrie de sis comic books en blanc i negre consagrats al personatge, a més d'un especial, The All-New Lloyd Llewellyn Special (1988).
El 1989 va aparèixer el primer número d'un nou comic book realitzat per Clowes, Eightball. A més de diverses historietes curtes autoconclusives, Clowes ha desenvolupat en aquesta publicació diversos relats de major extensió: la surrealista Like a Velvet Glove Cast In Iron, en els números 1-10); Ghost World (números 11-18), que va ser portada al cine per Terry Zwigoff; i David Boring (19-21). Tots estos títols van ser posteriorment publicats com a novel·les gràfiques.
Les últimes entregues d'Eightball són els números 22 ("Ice Haven", 2001) i 23 ("The Death-Ray", 2004), concebuts com a narracions independents i publicats a tot color i en format de grans mides.
Després que Eightball acabés el 2004, Clowes va començar a publicar novel·les gràfiques a tot color, començant el 2005 amb Ice Haven , una versió revisada del còmic que va aparèixer a Eightball núm. 22. El 2010, Drawn and Quarterly va publicar Wilson , la primera novel·la gràfica de Clowes que no havia estat serialitzada a Eightball. L'any següent, Pantheon va publicar Mister Wonderful , una versió revisada i reformatada d'una narrativa serialitzada setmanalment el 2007 i el 2008 a The Sunday New York Times Magazine, una història que Clowes va descriure com un "romantisme". El 2011 també es va publicar en tapa dura a Drawn and Quarterly The Death-Ray, que va aparèixer per primera vegada a Eightball núm.23.
Durant aquest període, Clowes va dibuixar la primera de diverses portades del New Yorker i va contribuir amb còmics a The Book of Other People (2008) de Zadie Smith i a la influent antologia de còmics artístics Kramers Ergot (núm. 7, 2008). El 2006, després d'una crisi de salut, Clowes va ser operat a cor obert. La seva novel·la gràfica més llarga, Patience, es va publicar als Estats Units el març del 2016. La seva última novel·la gràfica, Monica, es va publicar a l'octubre. 3 de gener de 2023, per Fantagraphics. Clowes viu a Oakland, Califòrnia, amb la seva dona Erika i el seu fill.
Clowes ha fet incursions també en el món del cine, i ha adaptat els seus propis guions per a la pantalla (és el cas de la pel·lícula Ghost World, dirigida per Terry Zwigoff el 2000). A més, ha realitzat il·lustracions per a un gran nombre de revistes, com The New Yorker, Details, Esquire o Village Art, entre moltes altres; cartells per al cine (entre ells el de la pel·lícula de Todd Solondz Happiness; i inclús dibuixos animats (el vídeo "I don't wanna grow up" de The Ramones).

## Premis
Clowes ha rebut desenes de premis i nominacions pels seus treballs en còmics i cinema. El 2002, va ser nominat a diversos premis per la pel·lícula Ghost World, incloent-hi un Premi de l'Acadèmia al Millor Guió Basat en Material Publicat Anteriorment, un Premi AFI al Guionista de l'Any, un Premi de l'Associació de Crítics de Cinema de Chicago al Millor Guió i altres.
Pels seus còmics, Clowes ha guanyat molts premis Harvey, incloent-hi el de Millor Guionista el 1997 i el 2005; Millor Sèrie el 1990, 1991, 1992 i 1997; Millor Carta el 1991 i 1997; Millor Número o Història Individual el 1990, 1991, 1998 i 2005; i Millor Dibuixant el 2002. Ha guanyat nombrosos premis Eisner, incloent-hi el de Millor Guionista/Artista: Drama el 2000 i el 2002; Millor Número Únic/Història Única el 2002 i el 2005; Millor Història Curta el 2008 i Millor Nou Àlbum Gràfic el 2011. El 2011, va guanyar un premi Pen per la seva obra destacada en literatura gràfica. Va rebre el premi Inkpot el 2006, i el prestigiós Fauve d'Or pel seu àlbum Monica a la 51a edició del "Festival de la BD d'Angoulême" el gener de 2024.

## Obres

### Còmics
- Lloyd Llewelyn núm. 1-núm. 6 i un especial. L'últim número es va publicar al desembre de 1988
- Eightball núm. 1-núm. 23. El número 23 es va publicar al juny del 2004.

### Recopilacions
- Like a Velvet Glove Cast in Iron (Eightball núm. 1-núm. 10)
- Pussey! (Eightball núm. 1, núm. 3, núm. 4, núm. 6, núm. 8, núm. 9, núm. 12, núm. 14)
- Orgy Bound
- Lout Rampage
- Ghost World (Eightball núm. 11-núm. 18)
- Caricature Recopilació de diverses historietes curtes aparegudes en Eightball i una altra publicada en Esquire.
- David Boring (Eightball núm. 19-núm. 21)
- Twentieth Century Eightball. Recopilació de diverses històries curtes publicades en Eightball.
- Ice Haven. Edició corregida i ampliada de la història apareguda en el número 22 d'Eightball.